# Alcalde de Aramberri
El Alcalde del Municipio de Aramberri, es el jefe de la rama ejecutiva del gobierno del Municipio de Aramberri. 

## Lista de Alcaldes
| No. | Nombre                            | Inicio | Final |
| -   | José Santos Ortega                | 1950   | 1950  |
| -   | Arturo Luna Lugo                  | 1951   | 1951  |
| -   | Enedino Martínez                  | 1952   | 1954  |
| -   | José Mireles                      | 1955   | 1956  |
| -   | Darío Villanueva                  | 1957   | 1957  |
| -   | José de Jesús Martínez            | 1958   | 1960  |
| -   | Santiago Reyes Banda              | 1961   | 1963  |
| -   | Santiago Mendoza                  | 1964   | 1966  |
| -   | David Pérez                       | 1967   | 1969  |
| -   | Celedonio Vázquez                 | 1970   | 1971  |
| -   | Francisco Galván Alemán           | 1972   | 1973  |
| -   | Andrés Guerrero del Toro          | 1974   | 1976  |
| -   | Celedonio Vázquez                 | 1977   | 1979  |
| -   | Arturo Duque                      | 1980   | 1982  |
| -   | Benito Pérez Flores               | 1983   | 1985  |
| -   | Antonio Flores Espinosa           | 1986   | 1988  |
| -   | Eleuterio Cerda Villanueva        | 1989   | 1989  |
| -   | Pedro Espinosa Peña               | 1990   | 1991  |
| -   | Ramiro Ortega                     | 1992   | 1994  |
| -   | Salvador Vaca Ortegón             | 1994   | 1997  |
| -   | José Eligio Del Toro Orozco       | 1997   | 2000  |
| -   | Roberto Javier González Porras    | 2000   | 2003  |
| -   | José Eligio del Toro Orozco       | 2003   | 2006  |
| -   | Arturo Aleman Martínez            | 2006   | 2009  |
| -   | Rafael Flores Villanueva          | 2009   | 2012  |
| -   | Gaspar Salatiel Del Toro Orozco   | 2012   | 2015  |
| -   | Sabino Hernández Urbina           | 2015   | 2018  |
| -   | Gaspar Salatiel Del Toro Orozco   | 2018   | 2021  |
| -   | Maria Francisca Argüello Quiñones | 2021   | 2024  |

- Datos: Q56377645